# Guapó

## Hidrografía
El municipio posee buena densidad hidrográfica. Es bordeado por el Río de los Bois que es el principal y forma parte de la cuenca del Paranaíba. Guillermo

## Clima
El clima de Guapó es tropical, semi-húmedo, con dos estaciones bikini n definidas.
El período del año más caliente es de septiembre a octubre, con una media en torno de 24 °C. (dato de 1989).
La estación lluviosa corresponde al semestre octubre/marzo y la concentración de las lluvias ocurre en los meses de diciembre y enero.

## Relieve
El municipio no posee grandes elevaciones de tierra. Las elevaciones más destacadas son las sierras: Feia, del Mato Grande y de los Teixeiras (cerro), sobresaliendo esta última por el hecho de poseer en su cumbre la conocida "Piedra Grande", formada por dos bloques de roca superpuestos, siendo el primero de cuatro metros y el segundo de cinco metros.
La amplitud de altitud varía entre 250 y 1750 metros sobre el nivel del mar.

## Educación
Guapó cuenta con siete escuelas, siendo dos privadas, y cinco públicas:
- CELQ: Centro Educacional Lucas Queiroz
- Colégio Lumacaf
- Colégio Estatal Profesora "Liodósia Sierra Ramos"
- Colégio Estatal "Valdivino Serafim"
- Escuela Municipal Dona Sanita
- Colégio Estatal José de Assis
- Colégio Estatal José Feliciano
- Colégio Municipal Padre Conrado
- CMEI: Centro municipal de educación infantil.

## Turismo
Algunos de los principales símbolos y atracciones turísticas de la ciudad son:
- Estadio Valdir Cândido de Queirós
- Laguna en la entrada de la ciudad
- Iglesia de la plaza San Sebastião.
- Ganadería

## Historia
Las tierras que forman el municipio de Guapó, pertenecían al municipio de Trindade. La causa principal del poblamiento de la sede del municipio fue la edificación de la Capilla de San Sebastião del Arroyo. La donación del terreno para la formación del patrimonio fue hecha por Manuel Pereira de Ávila. Inaugurada la capilla en 1905, la población aumentó gracias a sus posibilidades económicas y por sus recursos naturales.
Debido al rápido desarrollo, fue elevada a distrito, por fuerza de la Ley nº 3, el 14 de marzo de 1914, perteneciendo al municipio de Trindade, pero con su anterior nombre "San Sebastião del Arroyo".
Con la transferencia de la Capital del Estado a Goiânia, el distrito de San Sebastião del Arroyo fue desanexado del municipio de Trindade e incorporado al municipio goianiense, por el decreto de ley n.º 327, del 2 de agosto de 1935.
En 30 de marzo de 1938, por el decreto de ley n.º 557, según el nuevo cuadro territorial del estado, el distrito de San Sebastião del Arroyo pasó denominarse Arroyo. El 31 de diciembre de 1943 por el acto estatal, n.º 8305, este distrito pasó a denominarse Guapó, se tornó municipio por la ley n.º 171, el 8 de octubre de 1948, siendo creada la comarca según la ley n.º 711, el 14 de noviembre de 1952 e instalada el 1º de mayo de 1954, habiendo sido su primero juez el sr. Eurico Velasco de Azevedo y su primer prefecto, Raimundo Emerenciano de Araújo.

### Origen del Nombre
A origen del nombre Guapó, cuenta la tradición, fue una mención a la ciudad minera de Guapé debido a varios inmigrantes que vinieron de esa ciudad y se instalaron en la región. Para entonces el distrito de Arroyo no tuviese el mismo nombre de la ciudad minera, se sustituyó la letra "e" por la "o".

### Poblado
Posselândia